# Plato troglodita
Plato troglodita är en spindelart som beskrevs av Jonathan Coddington 1986. Plato troglodita ingår i släktet Plato och familjen strålspindlar.
Artens utbredningsområde är Ecuador. Inga underarter finns listade i Catalogue of Life.